# 790
790 (DCCXCI) var ett normalår som började en fredag i den julianska kalendern.

## Händelser

### Okänt datum
- En revolt mot kejsarinnan Irene leder till att Konstantin VI förklaras ensam regent av det Bysantinska riket.

## Födda
- Leo IV, påve 847–855.
- Fatima bint Musa, muslimskt helgon.
- Eufrosyne av Bysans, bysantinsk kejsarinna.

## Avlidna
- Tommaltach mac Indrechtaig, kung av Dalaradia.